# Identificatie (informatica)
Identificatie is het kenbaar maken van de identiteit van een subject (een gebruiker of een proces) in de informatietechnologie. De identiteit wordt gebruikt om de toegang van het subject tot een object te beheersen (autorisatie). Een object is bijvoorbeeld een computerbestand of een record in een database.
Identificatie kan op verschillende manieren plaatsvinden:
- in een inlogscherm invoeren van een gebruikersnaam of userid
- gebruik van een vingerafdruk of een ander biometrisch kenmerk
- gebruik van een token (een smartcard of een ander apparaatje, zoals een usb stick)

Vanuit de optiek van informatiebeveiliging is identificatie van een subject de eerste stap in het autorisatieproces. De tweede stap is de authenticatie, het vaststellen van de juistheid van de opgegeven identiteit. De derde stap in dit proces is autorisatie, het vaststellen of het subject toegang tot het object mag verkrijgen.
Om de identiteit op een zinvolle manier te kunnen gebruiken, is het noodzakelijk dat elke toegepaste identiteit uniek is. In de regel gebeurt dat door aan iedere gebruiker van de informatievoorziening en aan elk geautomatiseerd proces een unieke gebruikersnaam toe te kennen en deze identiteit te beveiligen met een wachtwoord (dat de gebruiker geheim moet houden) of een digitaal certificaat.
De identiteit wordt gebruikt om de toegang te bepalen en bovendien om het gebruik ervan voor latere analyse vast te leggen in logbestand.
Vaak wordt ID ook als uniek kenmerk in databases gebruikt. Hier wordt dan een zogeheten auto increment aan toegevoegd waardoor de database automatisch verder telt. Het ID wordt op die manier een uniek gegeven per record en kan later gebruikt worden om het desbetreffende record mee te identificeren.